# John Allen Sterling

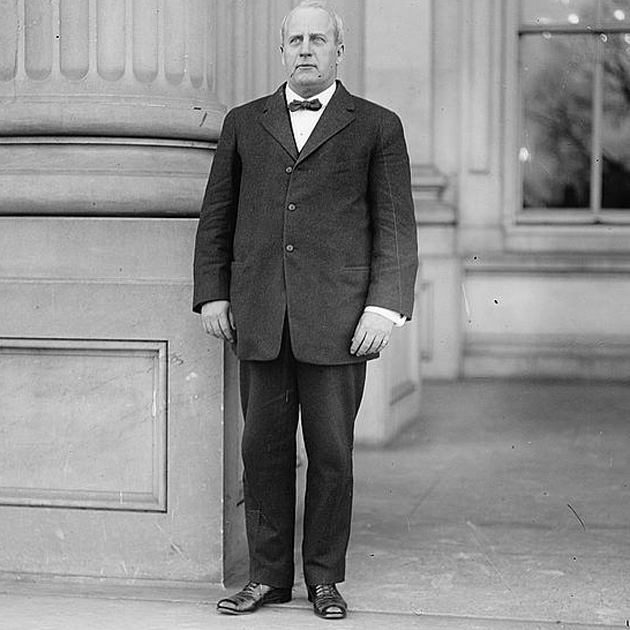
John Allen Sterling

John Allen Sterling (* 1. Februar 1857 bei Le Roy, McLean County, Illinois; † 17. Oktober 1918 bei Pontiac, Illinois) war ein US-amerikanischer Politiker. Zwischen 1903 und 1918 vertrat er zweimal den Bundesstaat Illinois im US-Repräsentantenhaus.

## Leben
John Sterling war der jüngere Bruder von US-Senator Thomas Sterling (1851–1930) aus South Dakota. Er besuchte die öffentlichen Schulen seiner Heimat und danach bis 1881 die Illinois Wesleyan University in Bloomington. Danach war er zwischen 1881 und 1883 Schulrat in Lexington. Nach einem Jurastudium und seiner 1884 erfolgten Zulassung als Rechtsanwalt begann er in Bloomington in diesem Beruf zu arbeiten. Von 1892 bis 1896 war er Staatsanwalt im McLean County. Gleichzeitig schlug er als Mitglied der Republikanischen Partei eine politische Laufbahn ein. In den Jahren 1896 bis 1898 gehörte er dem Staatsvorstand seiner Partei an.
Bei den Kongresswahlen des Jahres 1902 wurde Sterling im 17. Wahlbezirk von Illinois in das US-Repräsentantenhaus in Washington, D.C. gewählt, wo er am 4. März 1903 die Nachfolge von Ben F. Caldwell antrat. Nach vier Wiederwahlen konnte er bis zum 3. März 1913 fünf Legislaturperioden im Kongress absolvieren. Im Jahr 1912 war er einer der Kongressabgeordneten, die mit der Durchführung eines Amtsenthebungsverfahrens gegen den Bundesrichter Robert Wodrow Archbald beauftragt waren. Im gleichen Jahr unterlag Sterling bei den Kongresswahlen dem Demokraten Louis Fitzhenry.
Bei den Wahlen des Jahres 1914 wurde er erneut im 17. Distrikt seines Staates in den Kongress gewählt, wo er am 4. März 1915 Fitzhenry wieder ablöste. Nach einer Wiederwahl konnte er bis zu seinem Tod im US-Repräsentantenhaus verbleiben. In diese Zeit fiel der amerikanische Eintritt in den Ersten Weltkrieg. John Sterling starb am 17. Oktober 1918 bei einem Autounfall in der Nähe von Pontiac. Er wurde in Bloomington beigesetzt.